# Noroeste (Musikprojekt)
Noroeste ist ein 2014 entstandenes Dark-Ambient- und Dark-Jazz-Projekt.

## Geschichte
Noroeste ist als Nebenprojekt von Gaël Loison von Dale Cooper Quartet & the Dictaphones initiiert worden. Er nahm das Debüt 2014 mit der Sängerin Zalie Bellacicco und mehreren Gästen auf. Die Aufnahmen griffen unter anderem auf Field Recording und Sampling anderer Musiker zurück und wurden von Loison 2014 in seiner Heimat Brest arrangiert, abgemischt und produziert. Veröffentlicht wurde Respiration Étang über das Dark-Jazz- und Dark-Ambient-Label Aquarellist im Oktober des gleichen Jahres. Das Album blieb ohne große Resonanz, wurde derweil als weitestgehend redundant zu anderen Veröffentlichungen des Labels beurteilt.

## Stil
Die Musik von Noroeste wird dem Dark Ambient und Dark Jazz zugeordnet und als dem Label entsprechend beurteilt. Das vertreibende Label Aquarellist beschreibt die Musik als langsam treibenden cineastischen Ambient mit einem Hauch von Dark Jazz für jene, die Bohren & Der Club of Gore, The Kilimanjaro Darkjazz Ensemble und Angelo Badalamenti mögen. Die Musik sei mit einer dunklen Stimmung, langsamen jazzigen Rhythmen und mit Elementen des Drone Doom versehen. Als Instrumente stechen Akkordeon und Hörnern hervor. Hinzukommend wird der Musik ein alter Klang, über die Verwendung des Knisterns alter Vinyl-Schallplatten, hinzugefügt.

## Diskografie
- 2014: Respiration Étang (Album, Aquarellist)